# Chūl Bolāgh
Chūl Bolāgh (persiska: چول بُلاغ, چُل بُلاغ, چول بُلاخ, Chel Bolāgh, چل بلاغ, چول بلاغ) är en ort i Iran.   Den ligger i provinsen Kurdistan, i den nordvästra delen av landet, 400 km väster om huvudstaden Teheran. Chūl Bolāgh ligger 1 961 meter över havet och antalet invånare är 383.
Terrängen runt Chūl Bolāgh är platt åt nordost, men åt sydväst är den kuperad. Runt Chūl Bolāgh är det ganska glesbefolkat, med 28 invånare per kvadratkilometer. Närmaste större samhälle är Golāneh, 16,6 km söder om Chūl Bolāgh. Trakten runt Chūl Bolāgh består i huvudsak av gräsmarker.